# Jan Otto (wydawca)
Jan Otto (ur. 8 listopada 1841 w Přibyslaviu, zm. 29 maja 1916 w Pradze) – czeski księgarz, wydawca encyklopedii Ottův slovník naučný (1888–1908), podręczników, czasopism oraz literatury czeskiej i światowej.